# 熊秉纯
熊秉纯（Ping-Chun Hsiung，1954年—），出生于台湾宜兰，祖籍河南省商城县。历史学硕士，美国加州大学洛杉矶分校社会学博士。现任职于加拿大多伦多大学社会系及亚洲研究中心。
多年来从事家庭、社会变迁、社会性别及质性研究方法的研究与教学。从1990年代初开始参与中国妇女非政府组织发展、社会性别的学科建设、以及质性研究方法推广的相关工作。近年来致力于知识生产、再生产的历史情境和社会机制的研究工作。

## 主要著作
- Living Rooms as Factories: Class, Gender, and the Satellite Factory System in Taiwan (Temple University Press, 1996)；
- Chinese Women Organizing: Cadres, Feminists, Muslims, Queers (Berg, Oxford International Publishers, 2001, co-edited with Maria Jaschok and Cecilia Milwertz);
- “质性研究方法刍议：来自社会性别视角的探索 ,” 社会学研究，95期：17-34, 2001；
- “Teaching Reflexivity in Qualitative Interviewing,”Teaching Sociology, 36 (July): 211-226, 2008;
- 客厅即工厂，熊秉纯著；蔡一平、张玉萍、刘子剑译；重庆大学出版社2010；
- “深度访谈中‘反思’的教与学，”质性研究：反思与评论， 2:3-24, 2010;
- Lives and Legacies: A Guide to Qualitative Interviewing (2010)